# 香椎団地
香椎団地（かしいだんち）は、かつて福岡県福岡市東区に立地した日本住宅公団の造成した公団住宅および同地区の地名である。2022年(令和4年)7月末現在の人口は1,544人。郵便番号は813-0015。

## 概要
500戸未満の小規模団地が主体の昭和30年代の日本住宅公団福岡支所下において、およそ1000戸の住戸を持つ福岡支所最大の公団住宅であった。1997年（平成9年）より住棟の老朽化を理由として立替が行われ、現在は「アーベインルネス香椎」となっている。また、この地域は現在大規模な土地区画整理事業が行われている。

## 基本データ（建て替え前）
- 竣工 - 1960年（昭和35年）
- 構成 - 32棟から構成、全986戸
- 所在 - 福岡県福岡市東区香椎団地

## 住棟構成（建て替え前）
- 中層フラット棟 - 28棟（4階建て、北廊下型）
- スターハウス - 4棟（5階建て）

## 交通
- 千早駅（九州旅客鉄道鹿児島本線・西鉄貝塚線）より徒歩約8分
- 御幸町バス停（西鉄バス）より徒歩約1分